# Javier Orozco
Javier Antonio Orozco Peñuelas (Los Mochis, 1987. november 16. –) egy mexikói válogatott labdarúgócsatár, aki jelenleg a Tampico Madero csapatában szerepel. Egyszeres mexikói bajnok.

## Pályafutása

### Klubcsapatokban
Első profi felnőtt csapatában, a Cruz Azulban 17 évesen, 2005. szeptember 17-én lépett először pályára a Tigres de la UANL otthonában, egy 1–2-re megnyert mérkőzésen. A következő években eleinte kevés, majd egyre több lehetőséget kapott. 2013-ban a Santos Lagunához igazolt, amellyel a 2015-ös Clausura szezonban bajnoki címet szerzett. A Querétaro elleni döntő első mérkőzésén négy gólt szerzett.

### A válogatottban
A válogatottban először 22 évesen, 2010 szeptemberében szerepelt egy Ecuador elleni barátságos mérkőzésen. Később részt vett a 2013-as CONCACAF-aranykupán is, ahol azonban Mexikó az elődöntőben búcsúzott. A 2015-ös CONCACAF-aranykupa keretébe azért került be, mert az előzetesen nevezett Chicharito egy felkészülési meccsen megsérült.

#### Mérkőzései a válogatottban
| Mexikó | Mexikó              | Mexikó                                          | Mexikó     | Mexikó   | Mexikó             | Mexikó                          | Mexikó | Mexikó  |
| #      | Dátum               | Helyszín                                        | Hazai      | Eredmény | Vendég             | Kiírás                          | Gólok  | Esemény |
| ------ | ------------------- | ----------------------------------------------- | ---------- | -------- | ------------------ | ------------------------------- | ------ | ------- |
| 1.     | 2010. szeptember 4. | Zapopan, Estadio Omnilife                       | Mexikó     | 1 – 2    | Ecuador            | barátságos                      | 0      | 64'     |
| 2.     | 2010. szeptember 7. | San Nicolás de los Garza, Estadio Universitario | Mexikó     | 1 – 0    | Kolumbia           | barátságos                      | 0      | 72'     |
| 3.     | 2010. október 12.   | Ciudad Juárez, Estadio Olímpico Benito Juárez   | Mexikó     | 2 – 2    | Venezuela          | barátságos                      | 0      | 46'     |
| 4.     | 2013. július 11.    | Seattle, CenturyLink Field                      | Mexikó     | 2 – 0    | Kanada             | CONCACAF-aranykupa, csoportkör  | 0      | 77'     |
| 5.     | 2013. július 14.    | Denver, Sports Authority Field                  | Martinique | 1 – 3    | Mexikó             | CONCACAF-aranykupa, csoportkör  | 0      | 81'     |
| 6.     | 2013. július 20.    | Atlanta, Georgia Dome                           | Mexikó     | 1 – 0    | Trinidad és Tobago | CONCACAF-aranykupa, negyeddöntő | 0      | 74'     |
| 7.     | 2013. július 24.    | Arlington, Cowboys Stadium                      | Panama     | 2 – 1    | Mexikó             | CONCACAF-aranykupa, elődöntő    | 0      | 65'     |
| 8.     | 2014. szeptember 6. | Santa Clara, Levi’s Stadion                     | Mexikó     | 0 – 0    | Chile              | barátságos                      | 0      | 66'     |
| 9.     | 2014. szeptember 9. | Commerce City, Dick's Sporting Goods Park       | Mexikó     | 1 – 0    | Bolívia            | barátságos                      | 0      | 62'     |
| 10.    | 2014. október 9.    | Tuxtla Gutiérrez, Estadio Víctor Manuel Reyna   | Mexikó     | 2 – 0    | Honduras           | barátságos                      | 0      | 66'     |
| 11.    | 2014. október 12.   | Santiago de Querétaro, Estadio Corregidora      | Mexikó     | 1 – 0    | Panama             | barátságos                      | 0      | 58'     |
| 12.    | 2015. július 12.    | Glendale, University of Phoenix Stadium         | Guatemala  | 0 – 0    | Mexikó             | CONCACAF-aranykupa, csoportkör  | 0      | 87'     |
| 13.    | 2015. július 22.    | Atlanta, Georgia Dome                           | Panama     | 1 – 2    | Mexikó             | CONCACAF-aranykupa, elődöntő    | 0      | 77' 95' |
| 14.    | 2015. július 26.    | Philadelphia, Lincoln Financial Field           | Jamaica    | 1 – 3    | Mexikó             | CONCACAF-aranykupa, döntő       | 0      | 86'     |
|        | Összesen            |                                                 |            | 14       | mérkőzés           |                                 | 0      | gól     |